# TV Pendidikan
TV Pendidikan – malezyjska stacja telewizyjna o charakterze edukacyjnym. Została uruchomiona w 1972 roku.